# جوفانا ميدزوجورنو
جوفانـّا ميدزوجورنو (بالإيطالية: Giovanna Mezzogiorno)‏ ممثلة إيطالية من مواليد 9 نوفمبر 1974.

## وصلات خارجية
- Saverio Ferragina press agent
- جوفانا ميدزوجورنو على موقع IMDb (الإنجليزية)
- جوفانا ميدزوجورنو على موقع ميتاكريتيك (الإنجليزية)
- جوفانا ميدزوجورنو على موقع روتن توميتوز (الإنجليزية)
- جوفانا ميدزوجورنو على موقع ألو سيني (الفرنسية)
- جوفانا ميدزوجورنو على موقع تيرنر كلاسيك موفيز (الإنجليزية)
- جوفانا ميدزوجورنو على موقع أول موفي (الإنجليزية)
- جوفانا ميدزوجورنو على موقع قاعدة بيانات الأفلام السويدية (السويدية)
- جوفانا ميدزوجورنو على موقع ديسكوغز (الإنجليزية)
- جوفانا ميدزوجورنو على موقع قاعدة بيانات الفيلم (الإنجليزية)
- جوفانا ميدزوجورنو على موقع كينوبويسك (الروسية)